# 奧爾西T-5000狙擊步槍
奧爾西T-5000（俄语：ОРСИС Т-5000；以下簡稱為“T-5000”）是一系列由俄羅斯聯邦設於首都莫斯科的槍械公司奧爾西集團公司研發的高精度手動狙击步枪，該步槍的成本大約是₽165,000，可發射7.62×51毫米北約／.308溫徹斯特、.300溫徹斯特麥格農（.300 Win Mag，7.62×67毫米）和.338拉普麥格農（.338 Lapua Mag，8.6×70毫米或8.58×70毫米）等口徑的步枪子彈。
奧爾西公司主要生產比賽和狩獵用槍，該公司的武器基本是以公司名稱及槍型命名，例如奧爾西狩獵型手動步槍、奧爾西阿爾法手動步槍和奧爾西傳統型手動步槍等。而同樣由奧爾西公司研發的該狙擊步槍則改變其命名方式，並稱為T-5000。這種步槍系列可以由執法機構特殊單位以及受過專門訓練的軍隊的狙擊手所使用。
這把步槍由ORSIS所研發並在莫斯科工廠生產的第一款產品，亦是完全原創的槍型，而且沒有使用第三方組件。據中央精密工程研究所總經理德米特里·賽米奧澤羅夫（Dmitry Semiozerov）稱指：“截至2017年，聯邦安全局、联邦警卫局和国家近卫军都採用了最新型T-5000“精密”型（Tochnost）狙擊步槍”。

## 歷史
2011年，奧爾西T-5000步槍在俄羅斯下塔吉尔國際展會的武器展區上首度展出。
2012年6月上旬，阿爾法小組使用奧爾西SE T-5000步槍，於軍警狙擊手世界杯（英語：軍警狙擊手世界杯）奪得獎牌。
2012年9月，該步槍正在接受陸軍“勇士”步兵戰鬥系統的測試。
2012年10月5日，俄羅斯總統弗拉基米爾·普京向出訪的塔吉克斯坦总统埃莫马利·拉赫蒙展示T-5000步槍。

## 設計細節
俄羅斯奧爾西推出的SE T-5000為了滿足不同戰術用途，採用了三種口徑，分別發射7.62×51毫米北約／.308溫徹斯特口徑、.300溫徹斯特麥格農（.300 Win Mag，7.62×67毫米）和.338拉普麥格農（.338 Lapua，8.6×70毫米或8.58×70毫米）步枪子彈。但這三款步槍子彈並非俄羅斯軍警所採用的制式步槍子彈，而理應是西方軍警所採用的步槍子彈；可見奧爾西T-5000主要面向國際市場。

### 機匣組件
奧爾西T-5000採用数控机床加工製成的機匣，這種加工工藝比較先進，使機匣強度和加工精度都有提升。槍機組件同樣完全採用高品質不鏽鋼以CNC加工打造而成，槍機表面上設有螺旋狀排沙槽以增加槍機運動的可靠性，槍機前方很傳統地設有兩個鎖耳（英語：Lug）。槍機尾部設有的手動保險具有三個位置：保險扳向前方時為解除保險模式，即可以隨時射擊；保險處於中間位置時為安全拋殼及裝彈模式，此時扳機被鎖定而槍機仍可作前後拉動操作；保險處於後方時為完全保險模式，這時扳機及槍機均會一起鎖定。槍機以上的大型拉機柄可輕易操作，而槍機往複動作亦非常順暢。

### 重型槍管
奧爾西T-5000採用的是一根由最高等級的不鏽鋼打造的660.4毫米（26英吋）比賽等級自由浮動式重型槍管，槍管給人的直觀感覺是很粗很長的。槍管直接固定在不鏽鋼機匣上，槍管表面塗裝成黑色（亦有使用不塗色的不鏽鋼槍管槍型），其表面加工有多條散熱凹槽，不但有利於散熱，同時也有助於減輕全槍質量，以及加強槍管的強度。槍管尾部右側刻有公司和口徑的銘文。槍管內部所製有的膛線為了達到高度射擊精度，膛線採用最先進的數控設備打做，加工精度之高達到公差只有0.0025毫米。
發射.338拉普麥格農的T-5000的槍管是要比7.62×51毫米北約／.308溫徹斯特口徑和.300溫徹斯特麥格農的都要長的698.5毫米（27.5英吋）槍管，以適應發射的步槍子彈以及有效發揮其威力和精度。
三種口徑均具有多種膛線纏距和數量。槍口以聯接螺紋安裝了一個直径約23毫米的三室式圓柱型制退器／補償器，能有效減低約50％的後座力。拆卸該制退器以後，還可改為裝上快速裝拆式消聲器。

### 扳機
擊發機構同樣是由高品質不鏽鋼所製成。外形非常長的扳機可讓使用者輕易扣動扳機。奧爾西公司還對該槍推出了兩種扳機以供使用者選擇，分別是獵人型扳機和狐鼠型組件。
獵人型扳機組件的扳機扣力不輕，可從9.8～14.6牛顿之間調節。而狐鼠型扳機組件的扳機扣力較輕，可從4.9～9.8牛頓之間調節。這樣的設計在其他狙擊步槍上較為罕見。

### 護木
奧爾西T-5000由D16T鋁合金打造的護木為了握持方便，還在護木下方設有很長的聚合物護套，並於上面設有多條防滑紋以便如傳統護木一樣，增加非握把手在握持護木時的舒適度護木前方可用以安裝兩腳架。護木前方兩側預留有導軌安裝孔，可根據需要安裝導軌。
扳機後方的塑料製手槍握把具有人體工程學設計手指凹槽。

### 槍托
同樣由D16T鋁合金鍛造而成的可摺疊式槍托採用了鏤空式設計以儘量減輕全槍質量。槍托上方所安裝有的塑料製托腮板，可以藉由下方的旋鈕以調節托腮板的高低位置。槍托尾部所安裝有的橡膠製緩衝墊，亦可以藉由後方的旋鈕以調節緩衝墊的高低位置。槍托上亦具有鏤空形成的後握把。特製的高品質钢製铰链組成的槍托摺疊機構可有效確保摺疊及展開後的穩固性和耐久性最大化。槍托摺疊以後由磁力緊鎖。因為採用了可摺疊式槍托，這樣就更便於攜帶。

### 彈匣
奧爾西T-5000是由一款可拆卸式彈匣從下機匣彈匣插槽供彈，讓射手即使要面對大量目標也能夠維持不會很快就中斷的火力。三種口徑彈匣的標準容彈量均為5發，彈匣插入彈匣插座以後並不外露，這樣便能夠有效地保護彈匣。設在彈匣插座後方的彈匣卡筍可輕易操作。而7.62毫米口徑槍型還可選用一款10發容彈量的彈匣。

### 瞄準具及附件
奧爾西T-5000沒有內置其機械瞄具，必須利用其機匣頂部所設有的一條MIL-STD-1913戰術導軌安裝日間／夜間望遠式狙擊鏡、光学瞄准镜、反射式瞄準鏡、全息瞄準鏡、棱鏡式瞄準鏡、夜視儀、热成像仪和／或以戰術導軌安裝的機械瞄具作為T-5000的瞄準具。T-5000還可在護木前方頂部特別加裝前導軌支座，並在其上安裝了一段戰術導軌，這樣便可以使用流行的前後串連式安裝配置模式以擴大瞄準具附件的加裝應用模式。採用該戰術導軌的設計亦意味著該槍更進一步與國際接軌。

### 其他顏色型號
除了三款不同口徑的黑色款式槍型，奧爾西T-5000還推出了各口徑的沙漠色款式，其全槍外表面均採用了沙漠色Cerakote塗層，而兩腳架、彈匣、手槍握把、托腮板及橡膠製緩衝墊則仍是黑色的。這種款式的沙漠色T-5000是專門針對於沙漠地區行動的特種部隊和海灣國家軍警部隊使用。此外，全槍的金屬部件亦可根據需要噴塗為不同顏色。

## 功能和性能
奧爾西T-5000步槍的性能表現可讓該步槍在包括日夜的任何時間、各種天氣條件以下，在達到1,650公尺的距離擊中目標，而無需首先歸零和技術培訓。奧爾西步槍的精度水平不超過0.5角分（800公尺散布範圍為110毫米）。這樣的精度可說是使用舊式SVD狙擊步槍所無法達到的。

## 衍生型
目前計劃將步槍T-5000M的現代化衍生型號的射程增至達2,000公尺（2,187.23码，6,561.68英尺，1.24英里）。
在莫斯科地區測試了用於惡劣軍事條件的下一代T-5000狙擊步槍，名為“精密”型（Tochnost）。其射程超過2,000公尺。聯邦安全局、联邦警卫局和国家近卫军和國民警衛隊都採用了新型“精密”型狙擊步槍。

## 使用國

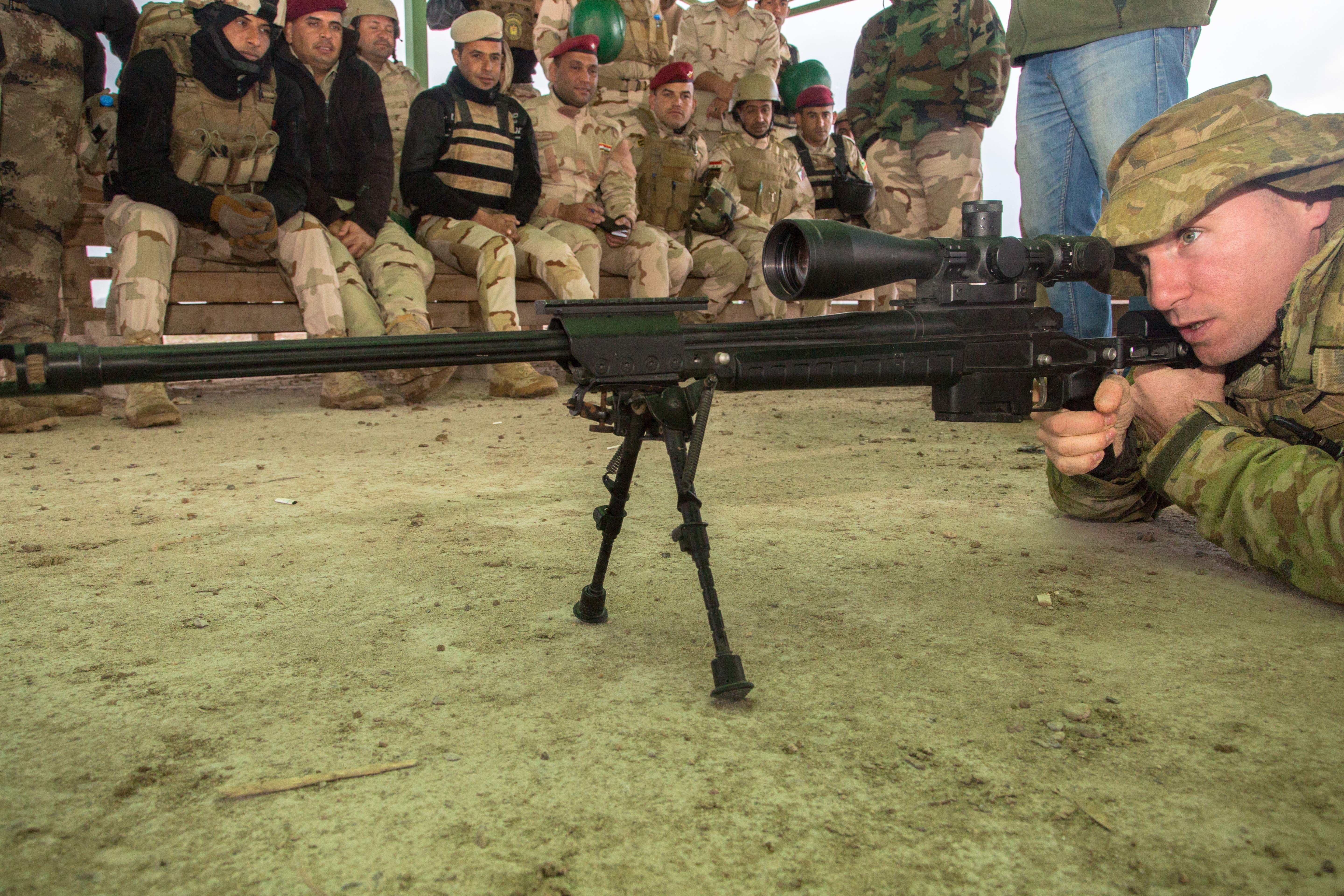
澳洲國防軍狙擊手向伊拉克士兵示範如何操作T-5000

- 亞美尼亞[9]
- 白俄羅斯[9]
  - 白俄羅斯共和國國家安全委員會阿爾法小組[10]
- 中华人民共和国[9]
  - 北京市公安局藍劍突擊隊[11]
  - 中国人民武装警察部队
  - 中国人民解放军特种部队
  - 上海市公安局特警总队
  - 杭州市公安局特警支队
  - 广东省公安厅特警总队
- 伊拉克[9]
  - 伊拉克特種作戰部隊[12][13][14]
- 奈及利亞[9]
- 俄羅斯
  - 俄羅斯聯邦武裝力量（作為勇士單兵作戰系統的一部份）
  - 俄羅斯聯邦武裝力量特種作戰部隊
  - 俄羅斯聯邦安全局
  - 俄羅斯聯邦警衛局
  - 俄羅斯聯邦對外情報局
- 沙烏地阿拉伯[9]
- 叙利亚
  - 敘利亞阿拉伯軍隊特種部隊單位[15]
- 泰國[9]
- 土耳其[16]
- 阿联酋[9]
- [9]
- 越南[9]
  - 越南人民公安局（英语：Vietnam People's Public Security）[17]

## 登場作品

### 電影
- 2016年—《湄公河行動》：由北京特警狙擊手所持有。

### 电子游戏
- 2012年—《战争前线》：命名為“Orsis T-5000”，以5發彈匣供彈，在商城内贩售。為狙擊手專用武器，可以改装枪口配件（通用消音器、狙击枪消音器、狙击枪制退器）、战术导轨配件（狙击枪双脚架、特殊狙击枪双脚架）以及瞄准镜（狙击枪5.5x瞄准镜、狙击枪4.5x中程瞄准镜、狙击枪4x短程瞄准镜、狙击槍5x快速瞄准镜）。
- 2018年—《戰地之王》：命名為“Orsis SE T-5000 奧爾西”，以5發彈匣供彈，在商城內以9,800 Euro販售(其後每分鐘扣減12 Euro)。為狙擊手專用武器，可以改裝的配件部位有戰術導軌（精密瞄準鏡、高倍率瞄準鏡）、槍管（.338 Lapua 槍管、專業射手槍管），扳機（狙擊扳機、專家扳機）以及握把（人體工學握把、重型握把）。

## 圖集

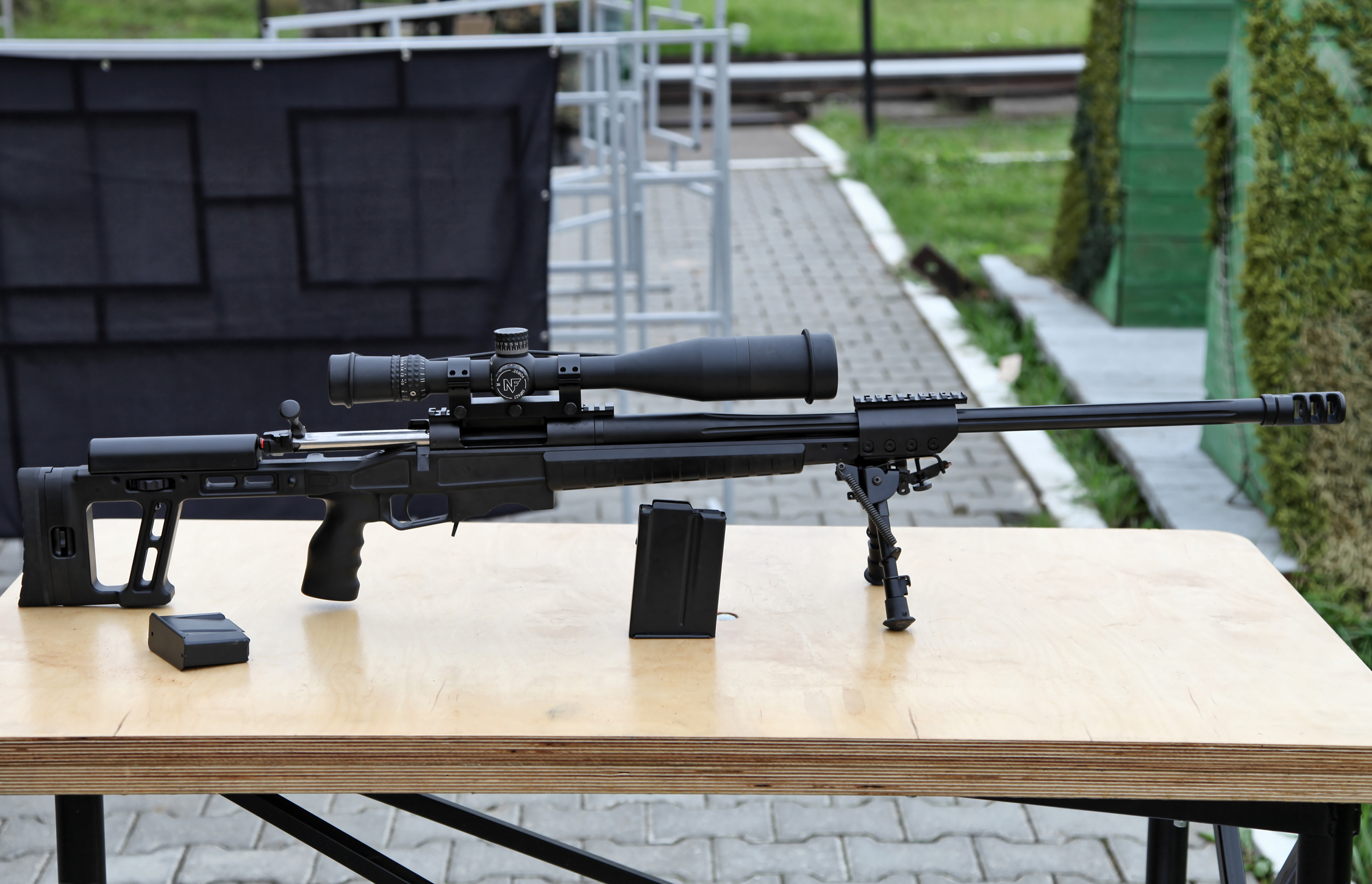
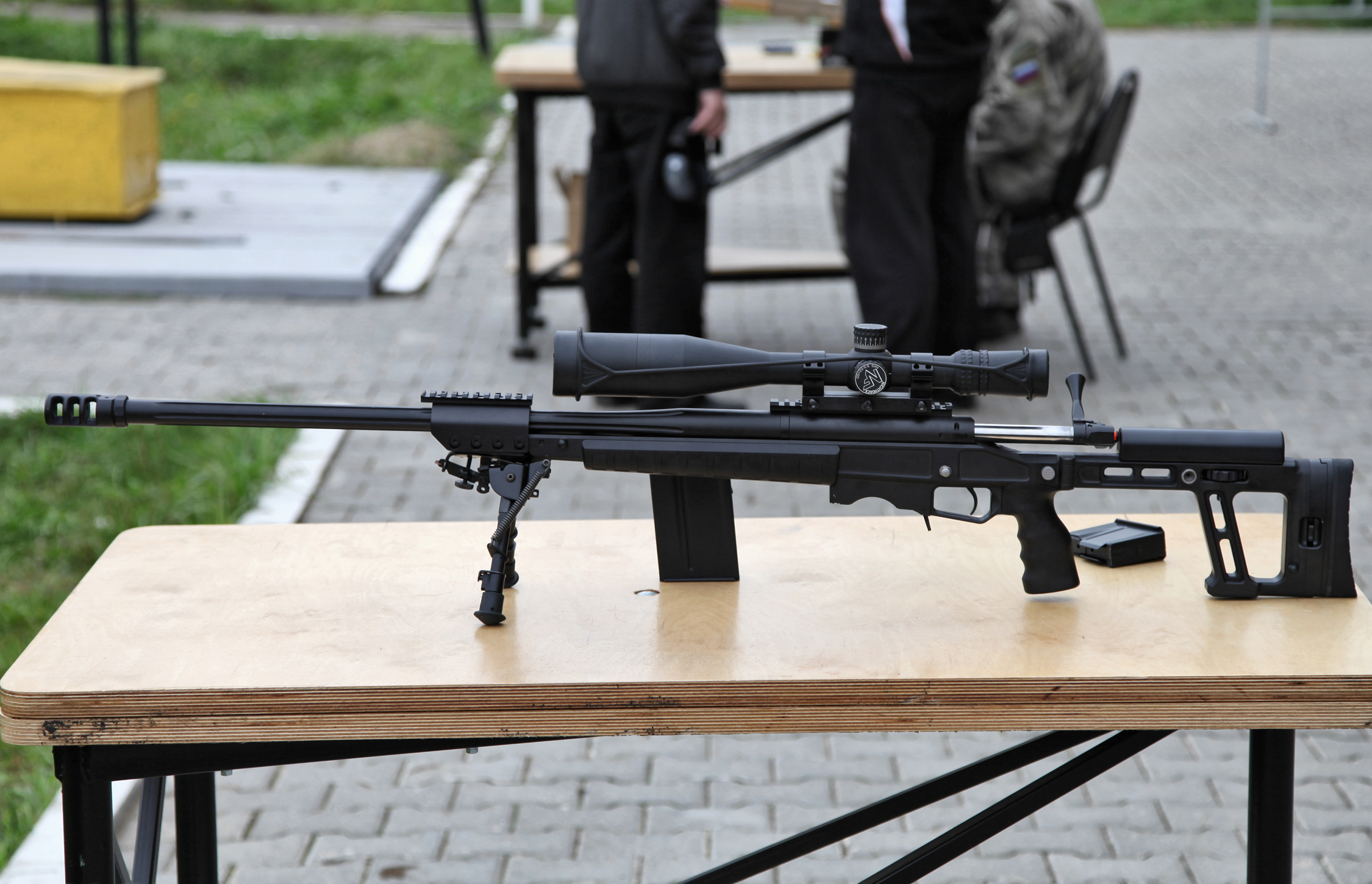
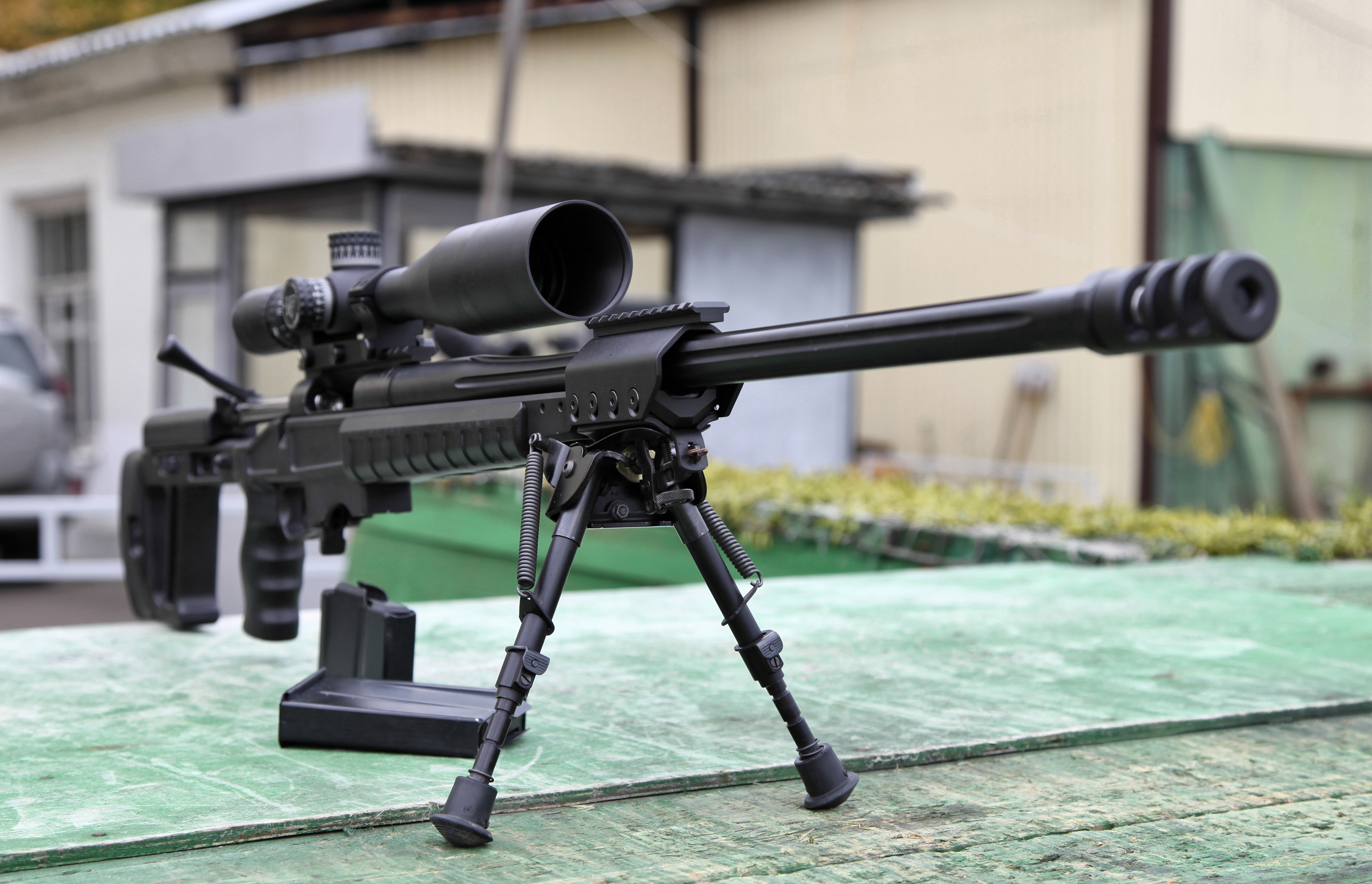
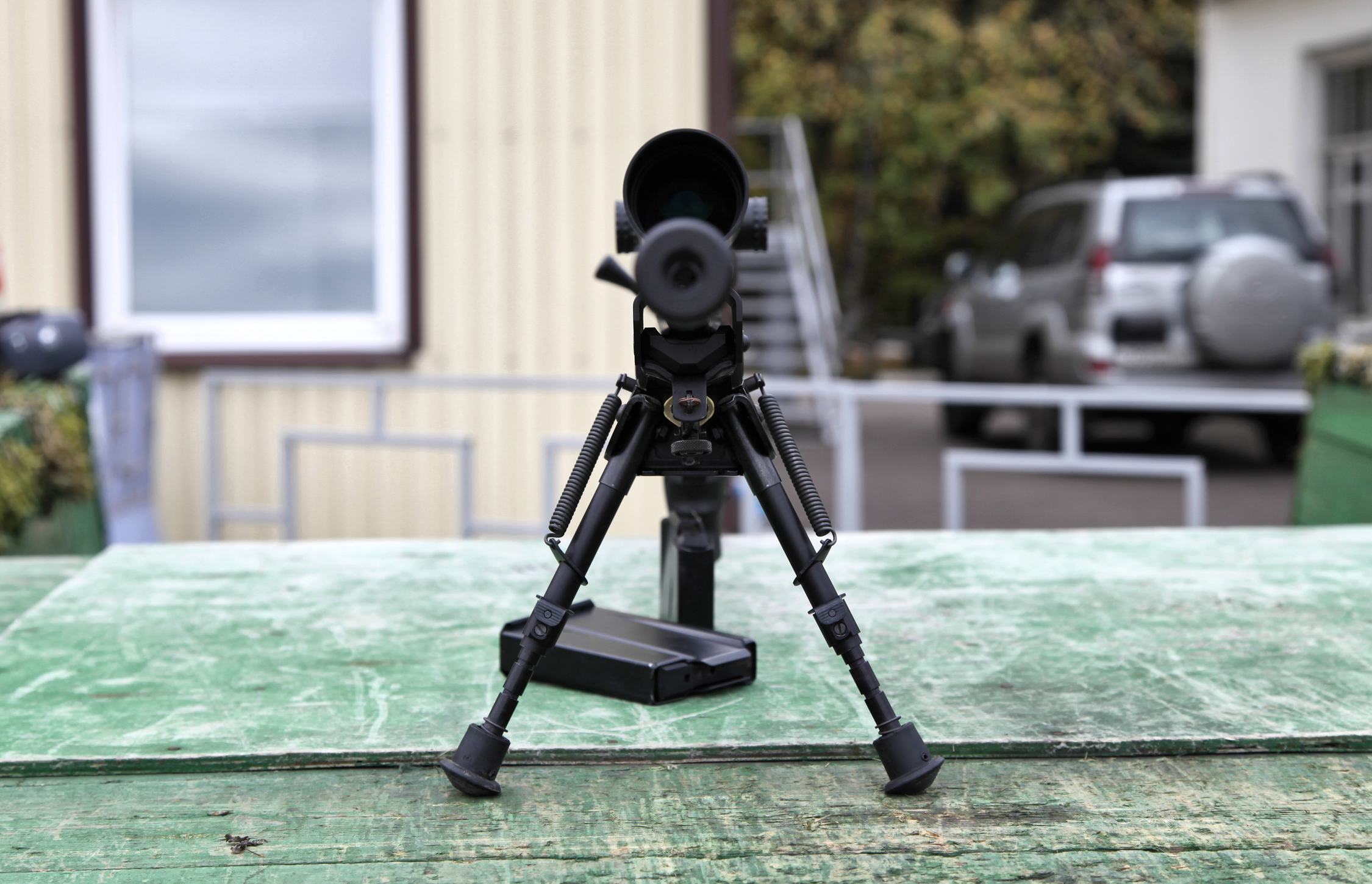
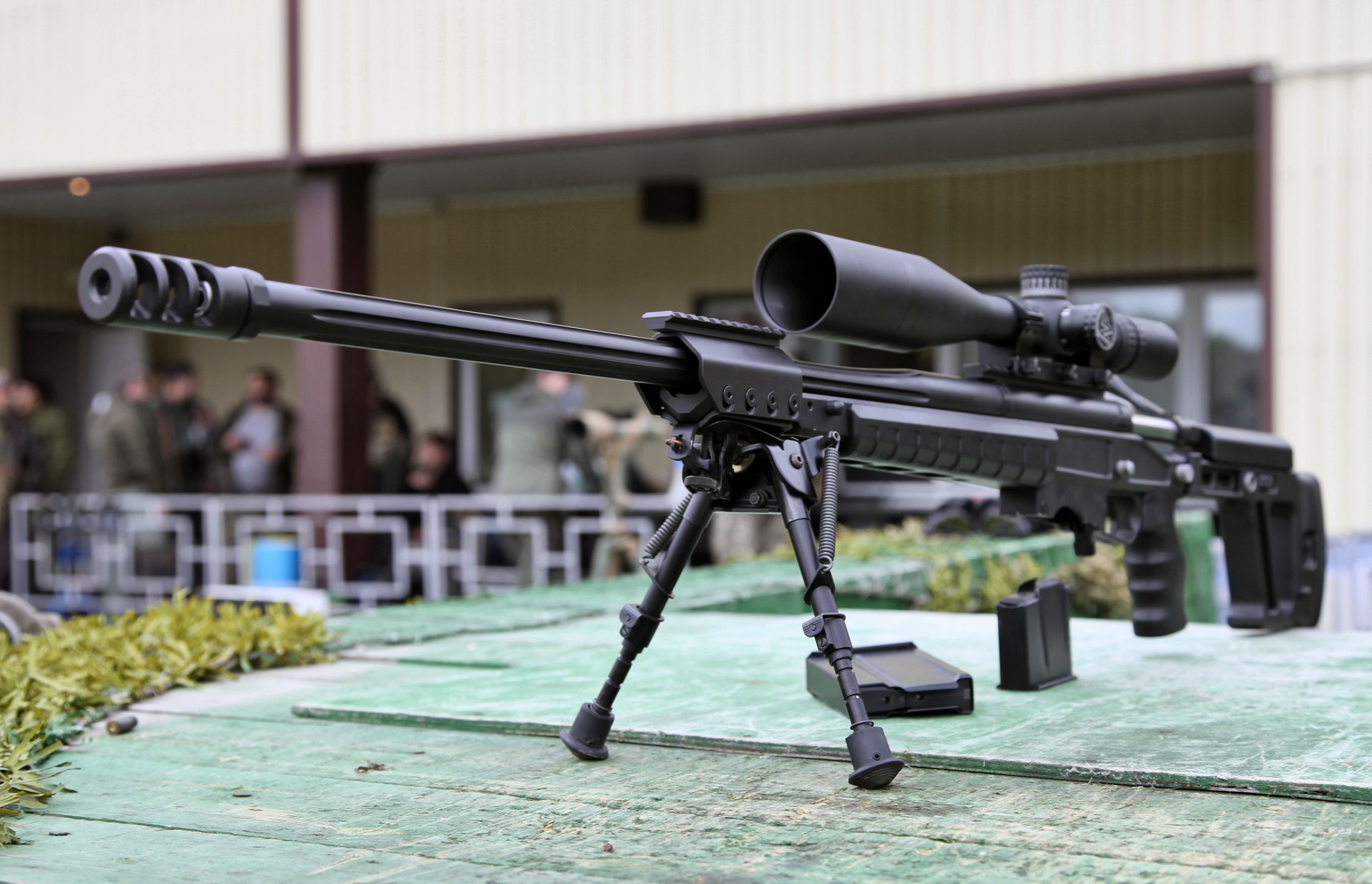
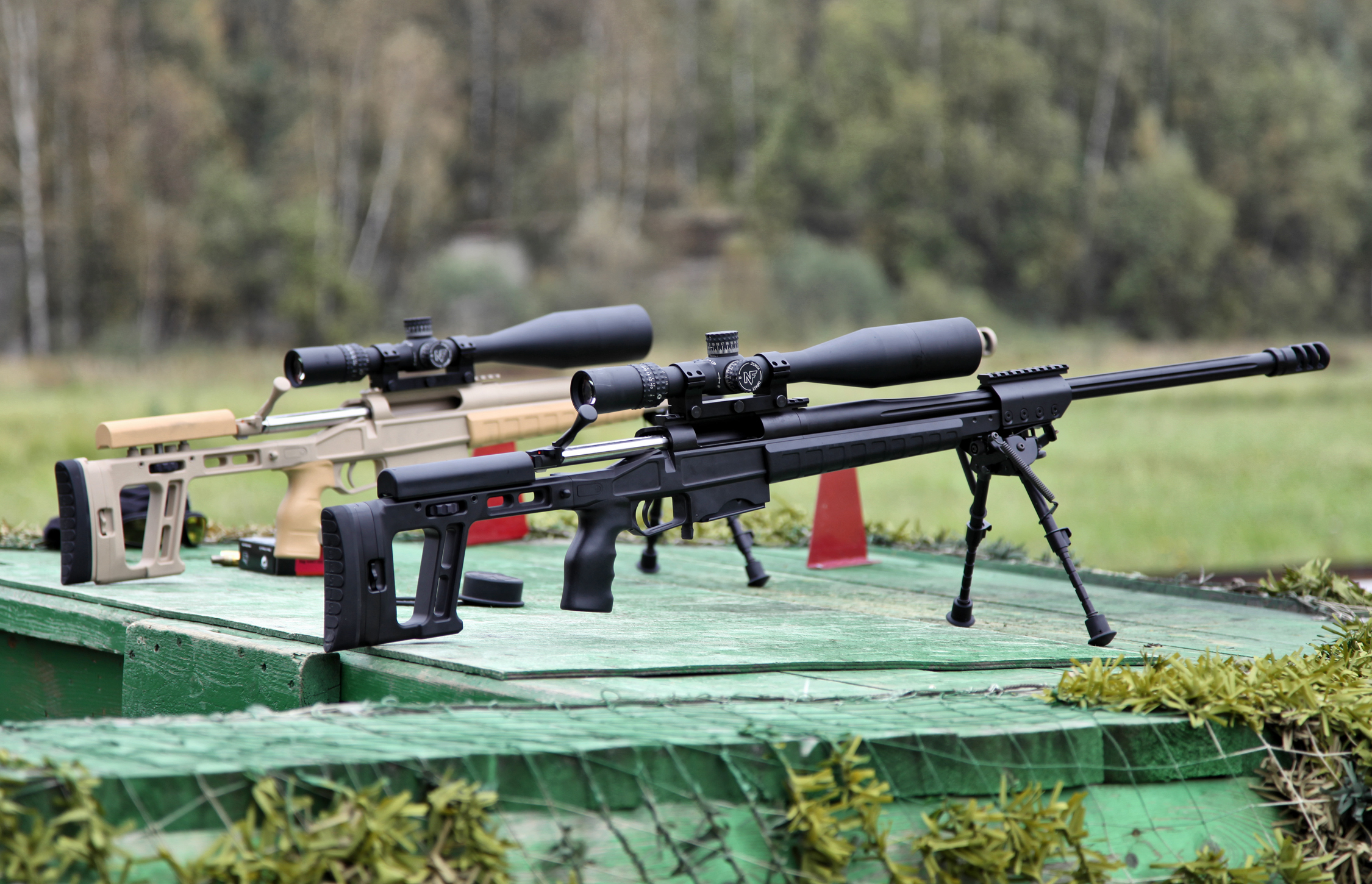
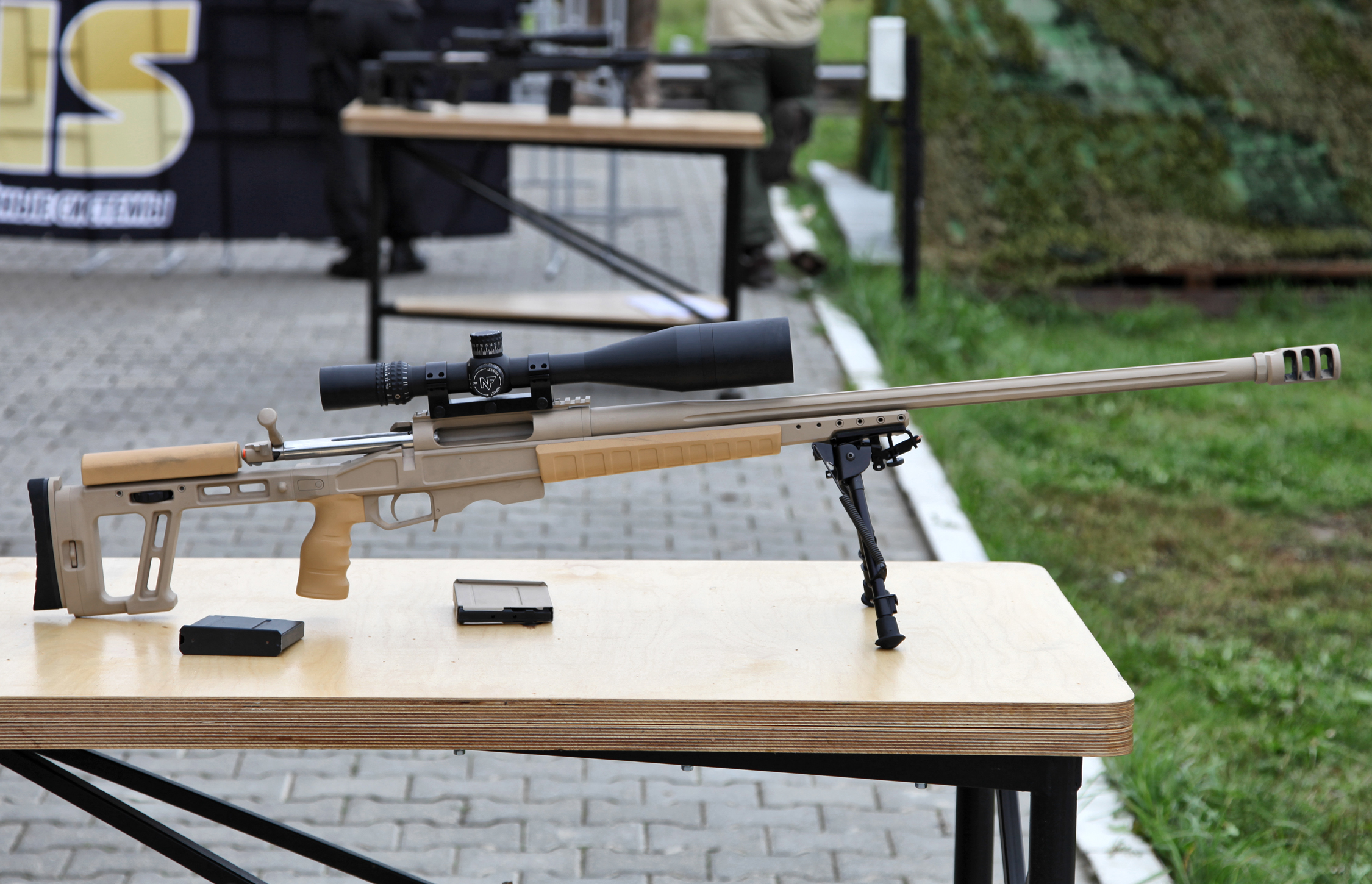
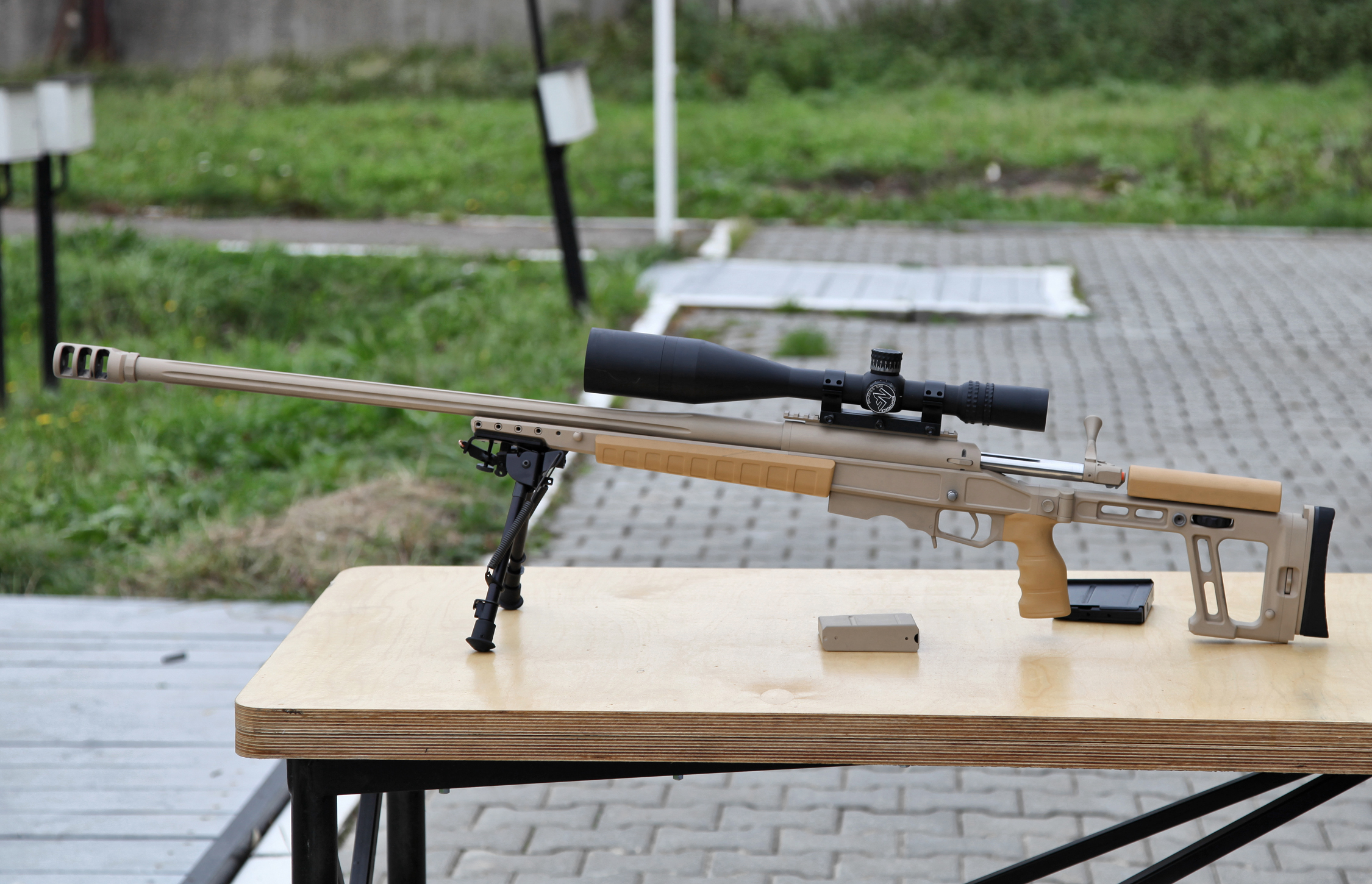
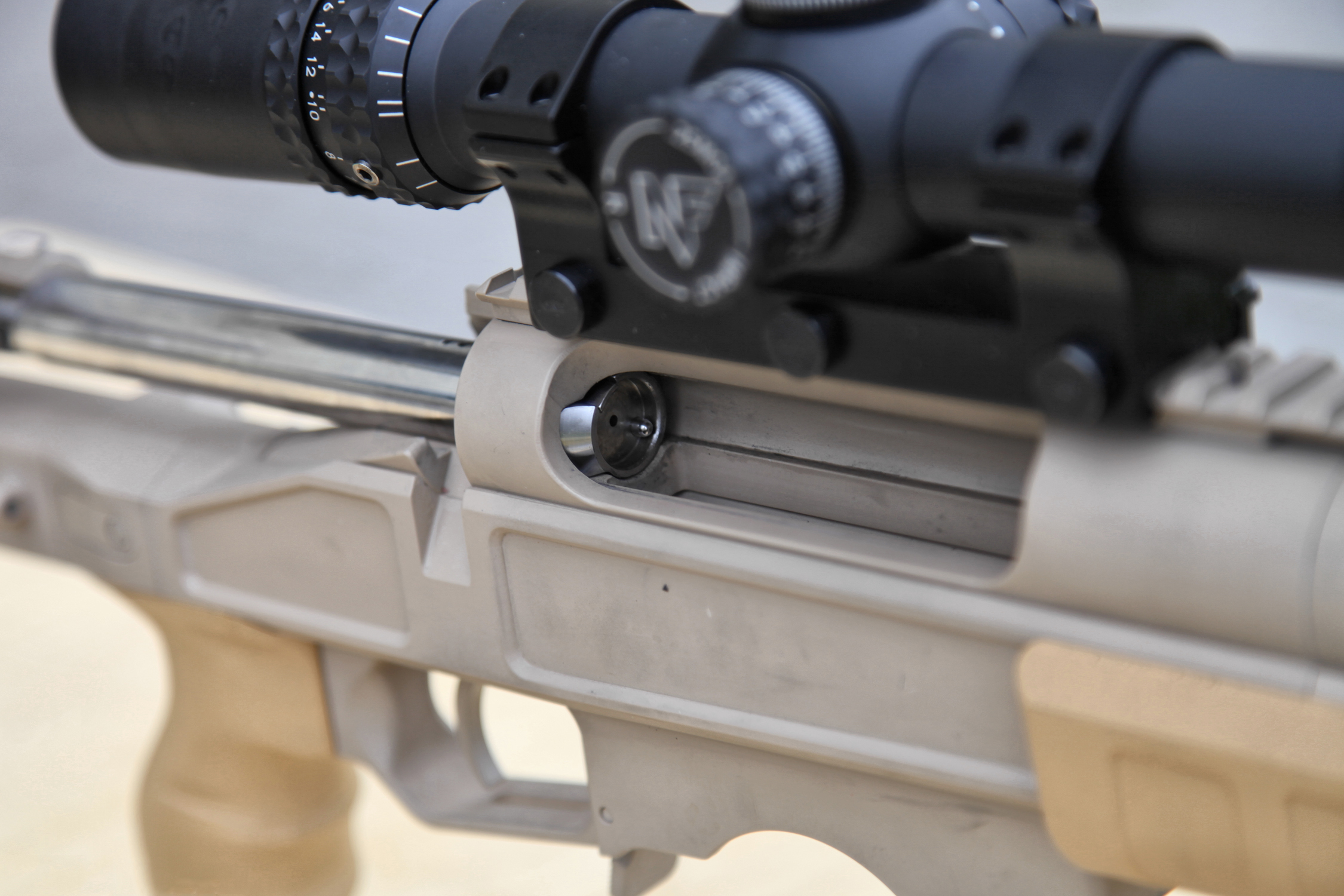
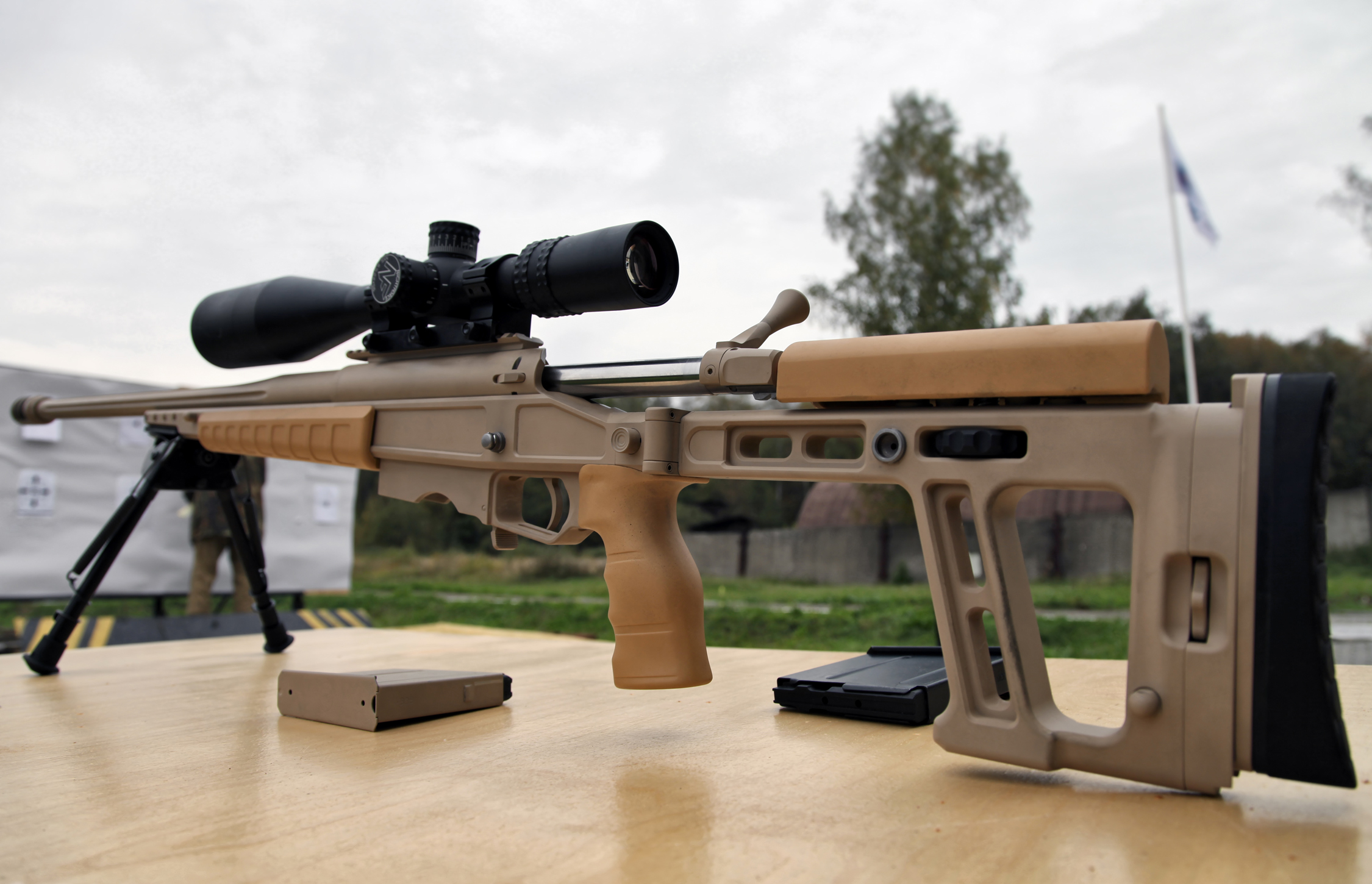
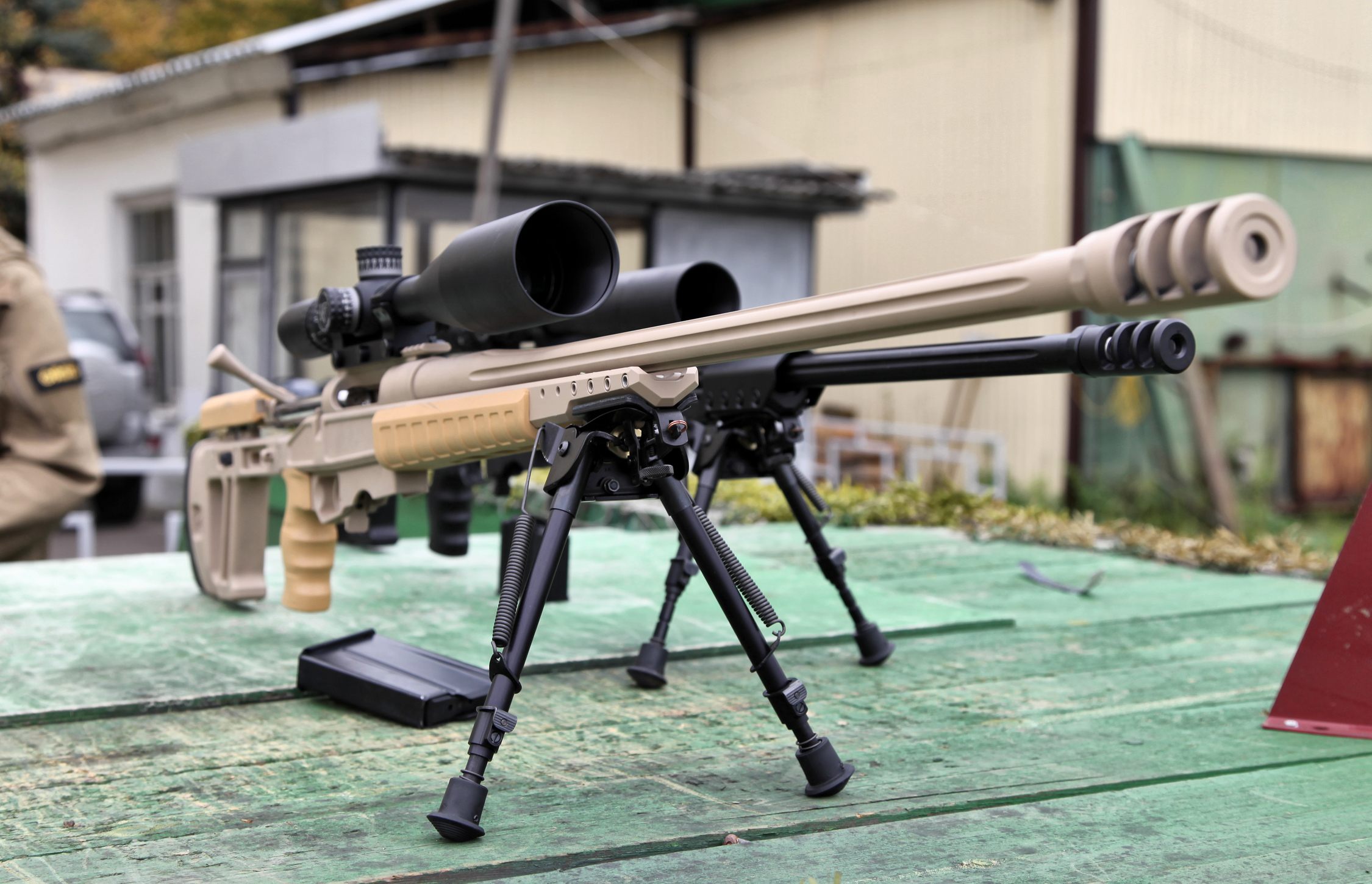
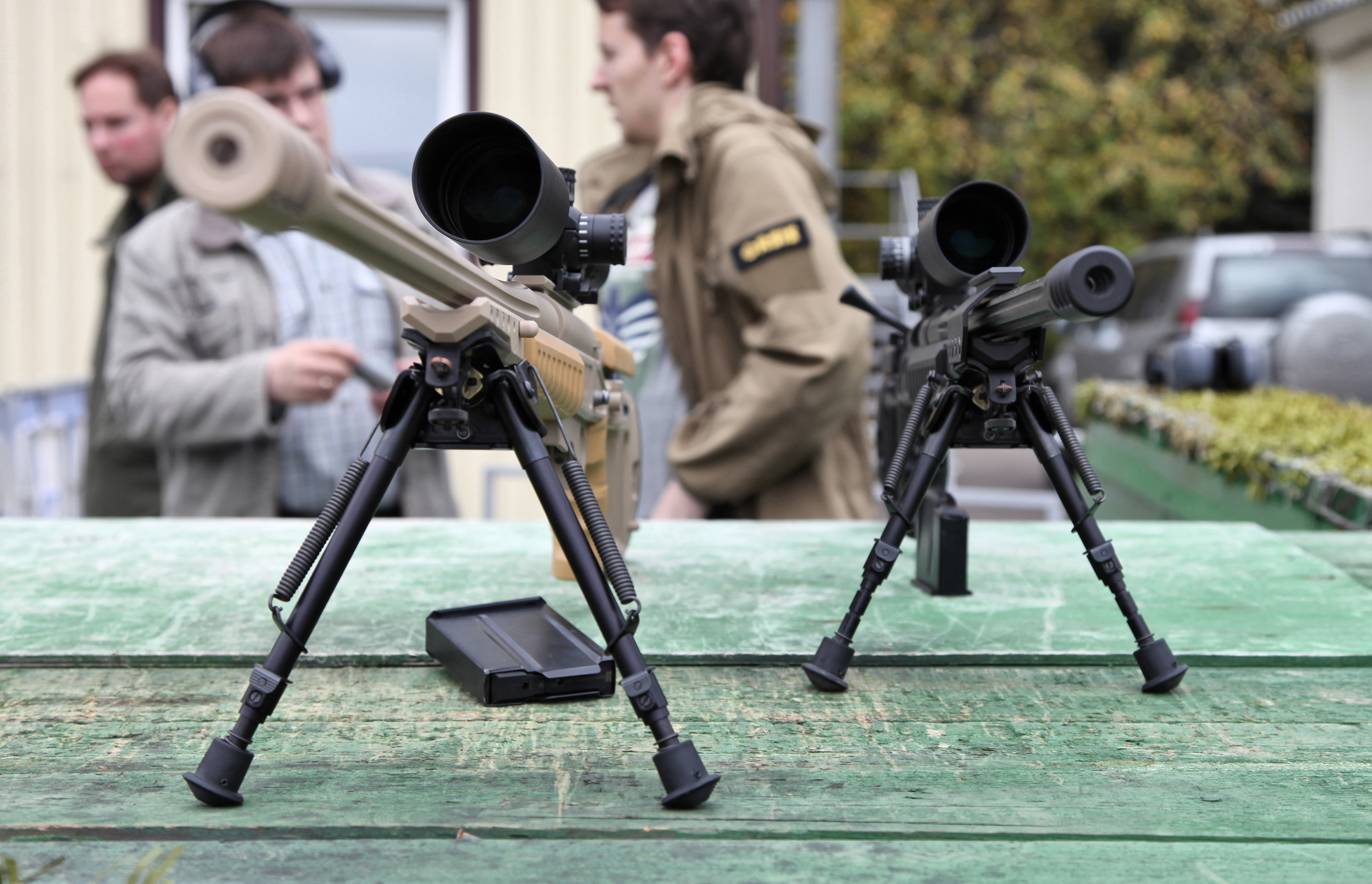
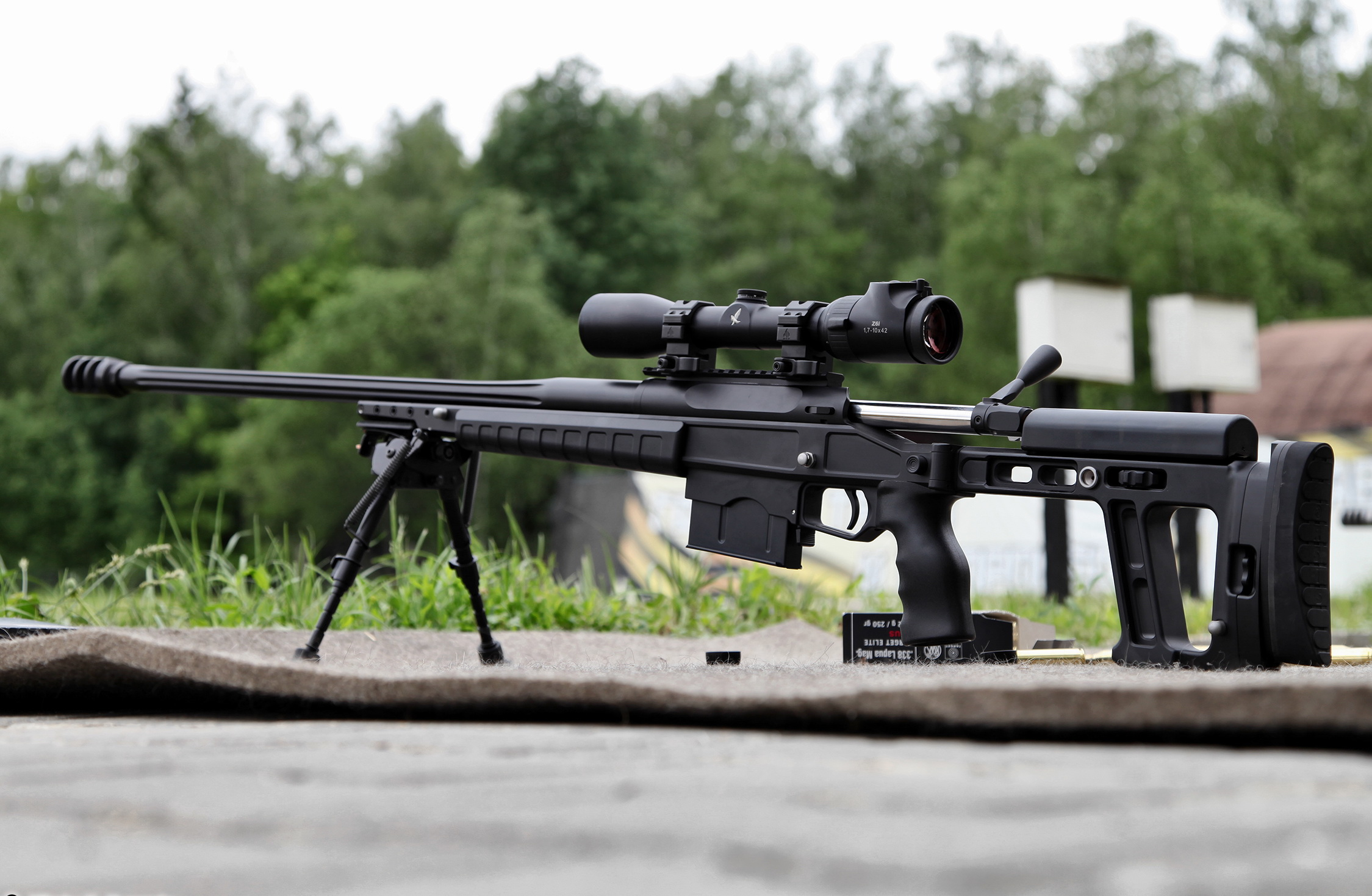
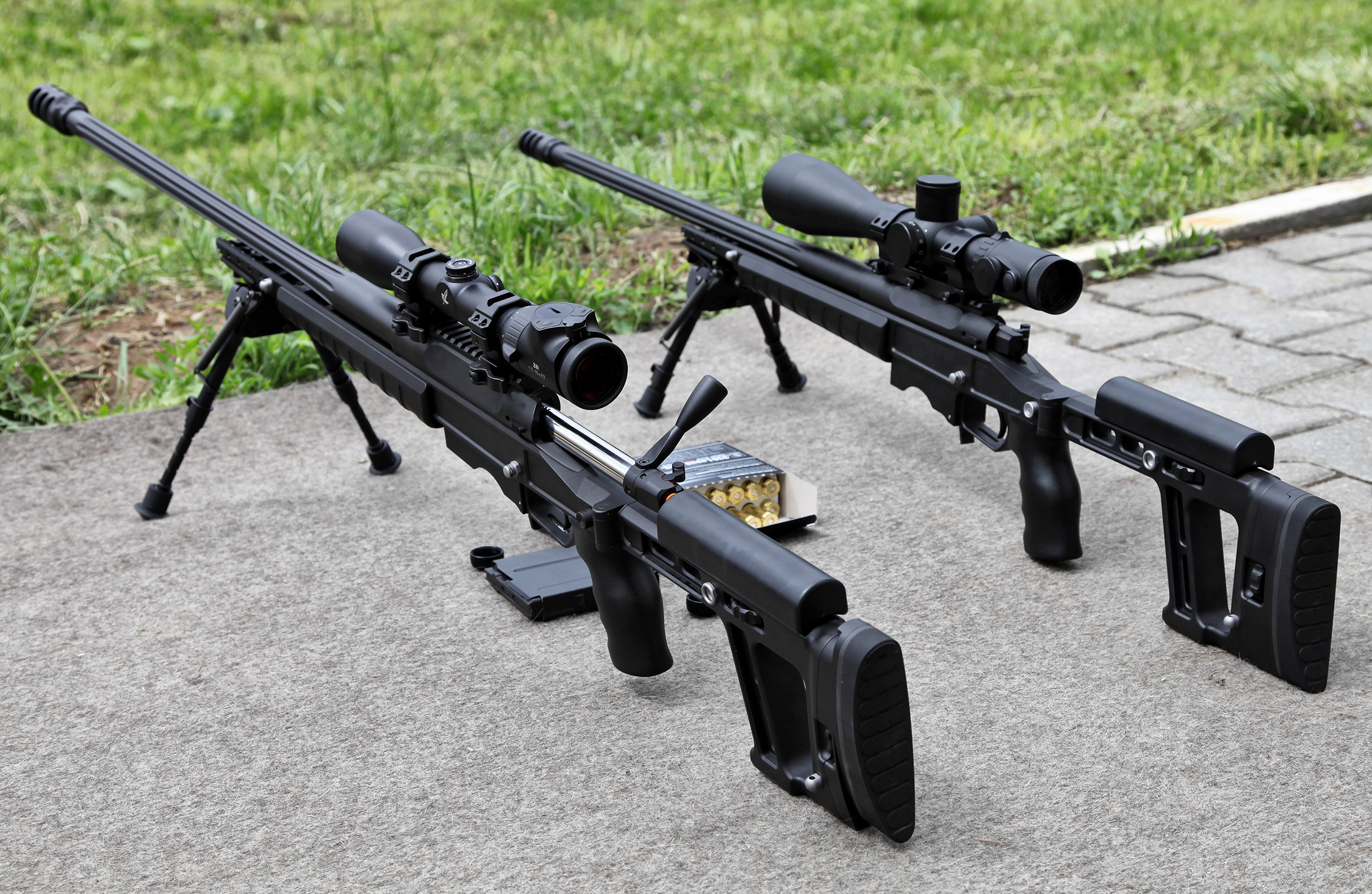
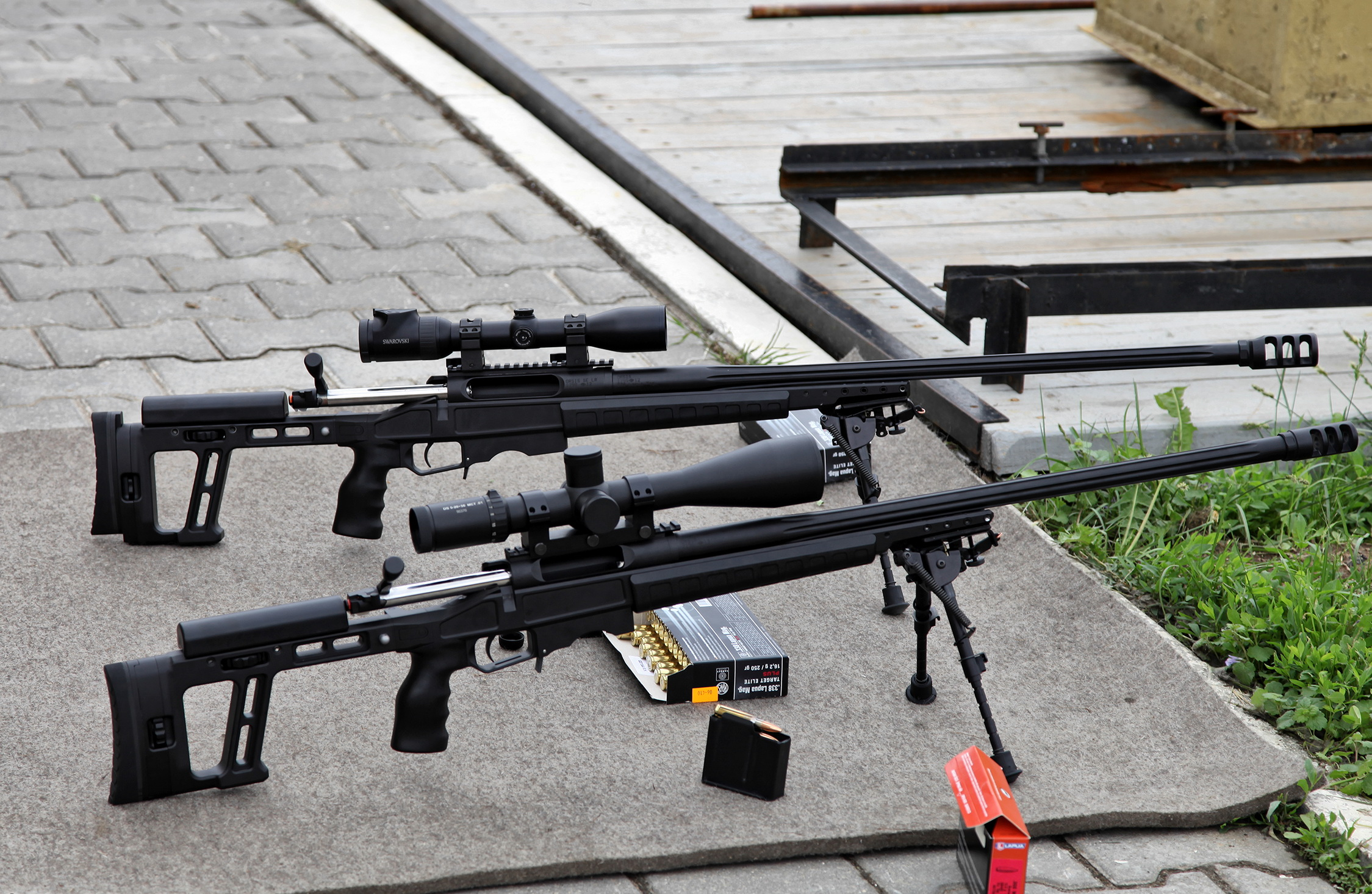
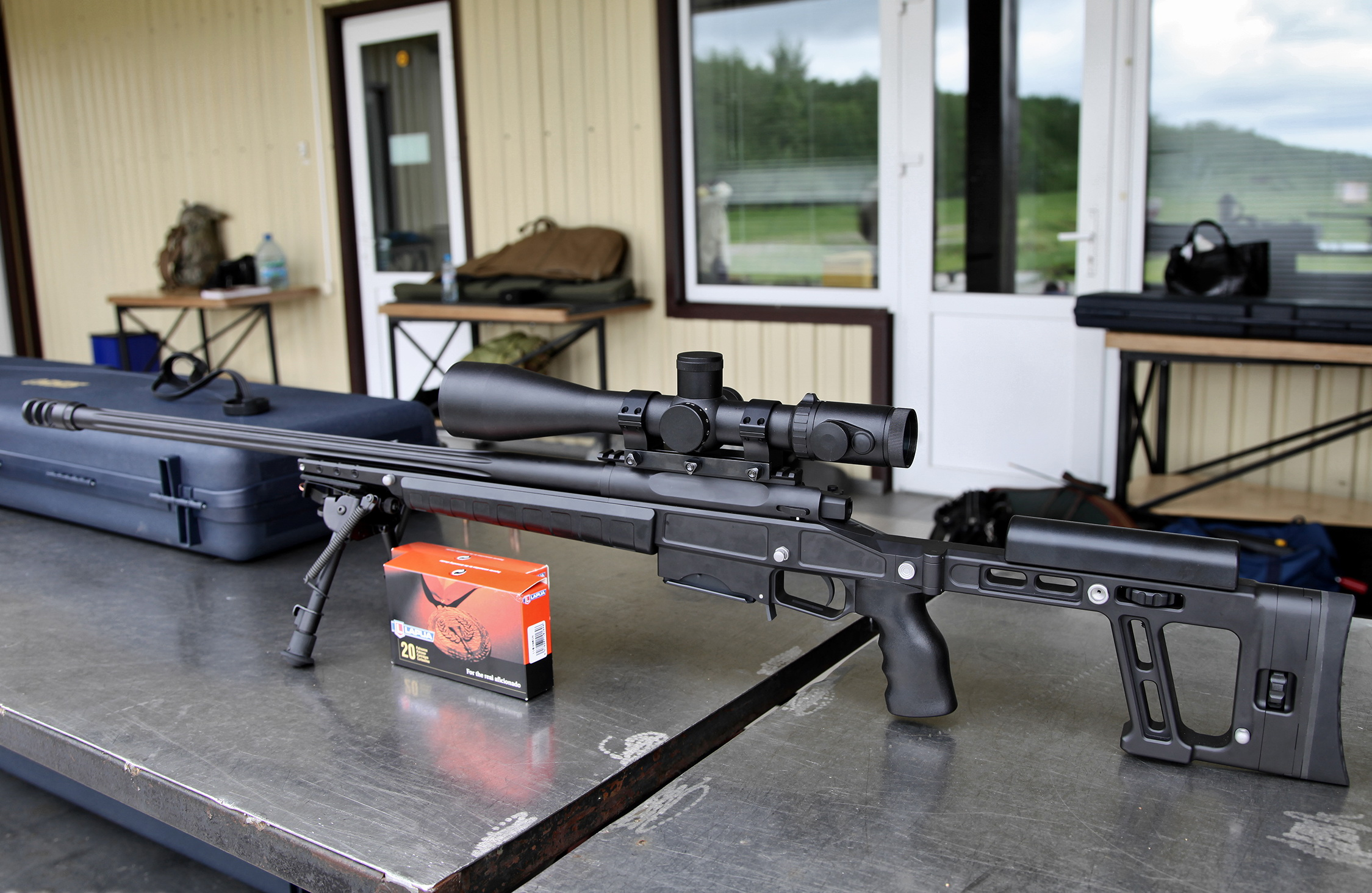
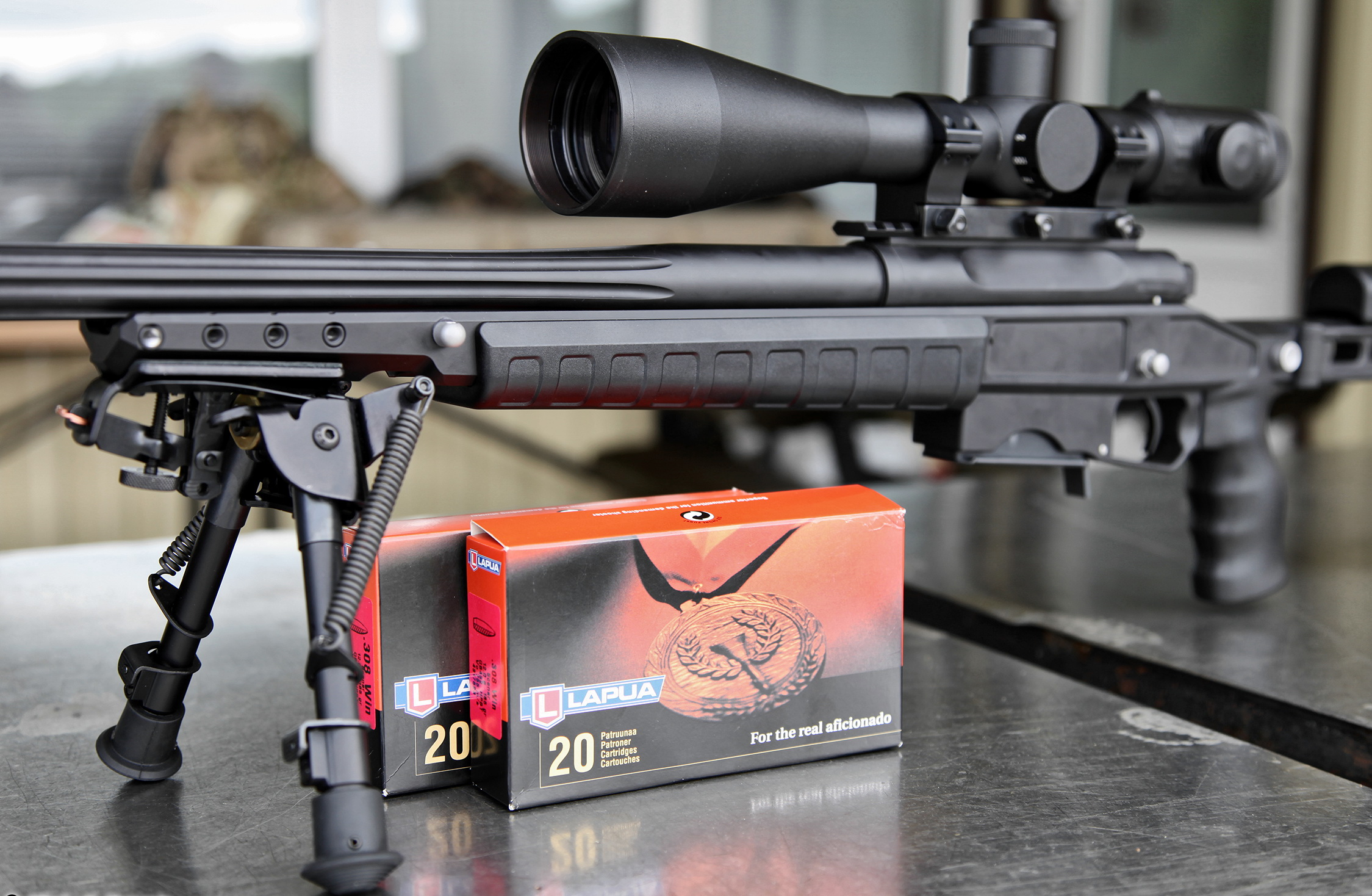
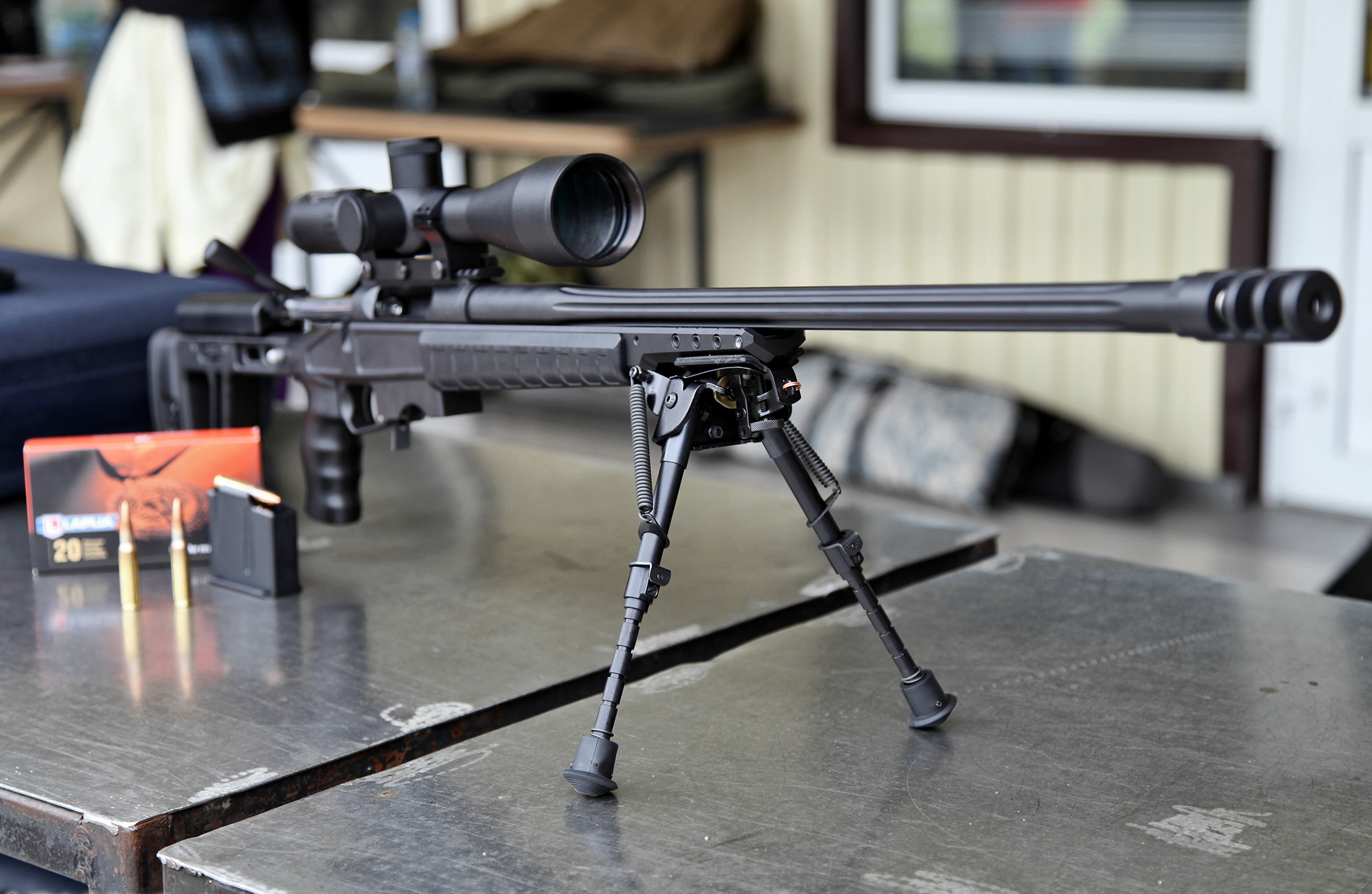
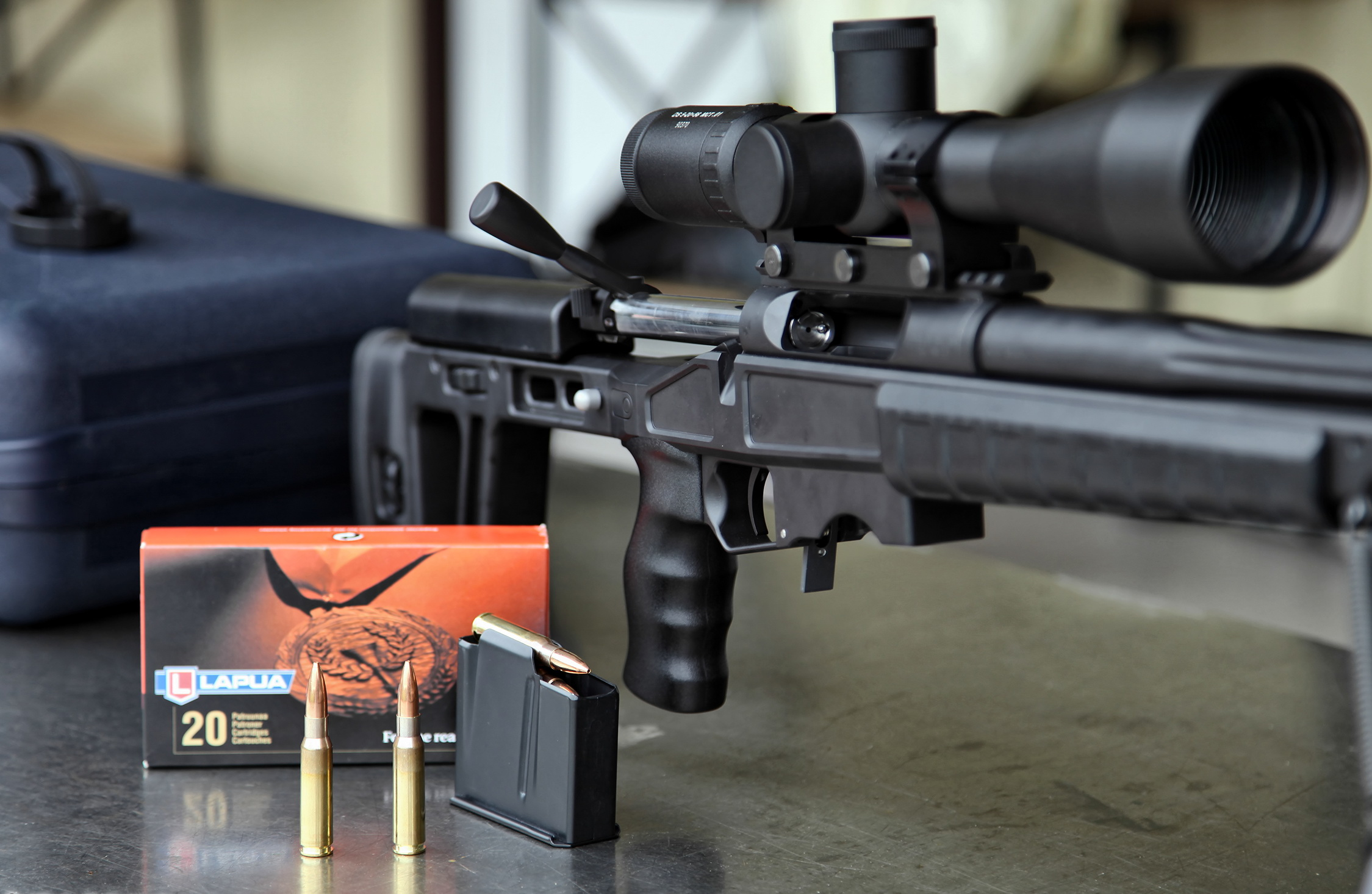
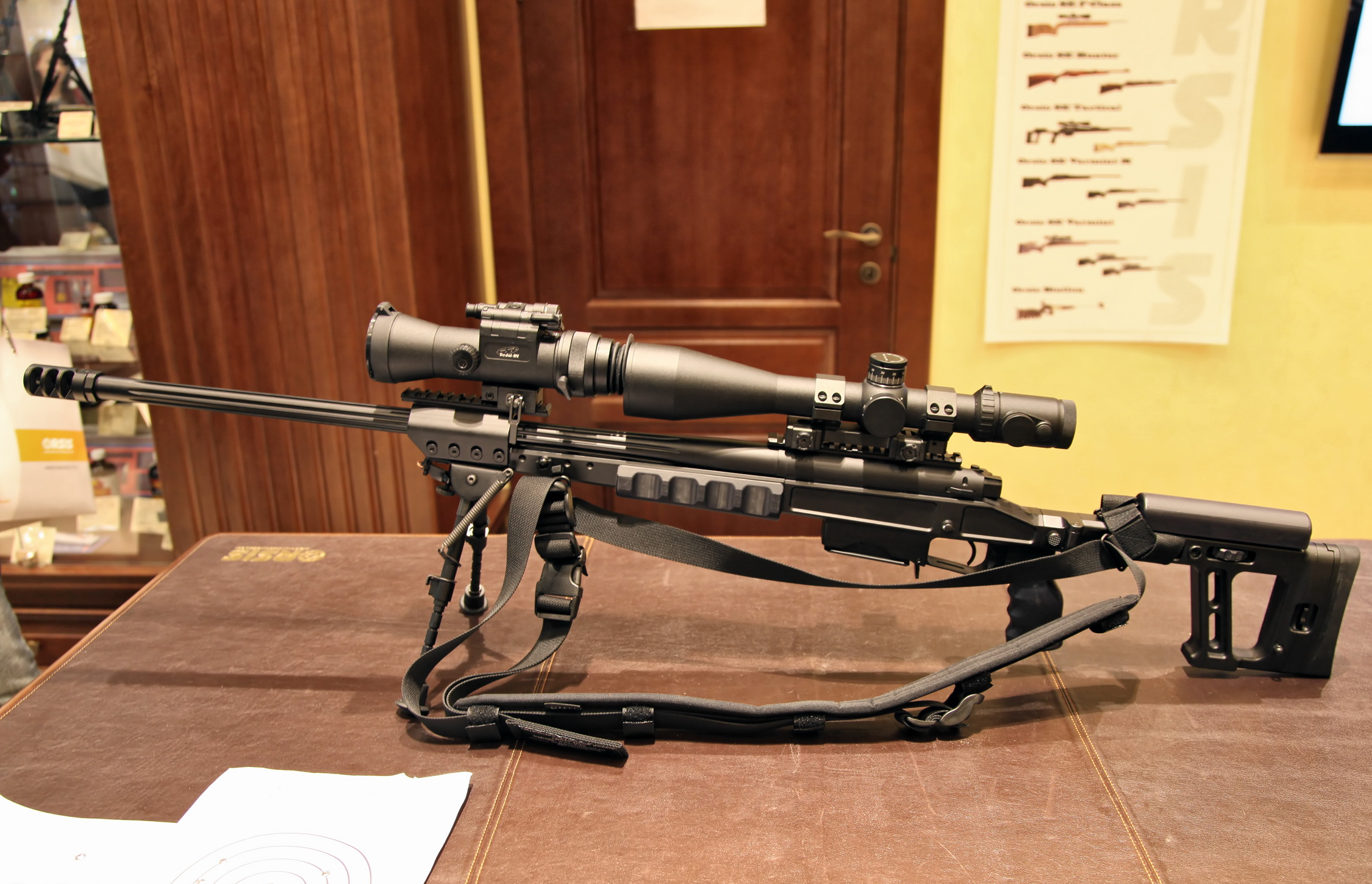
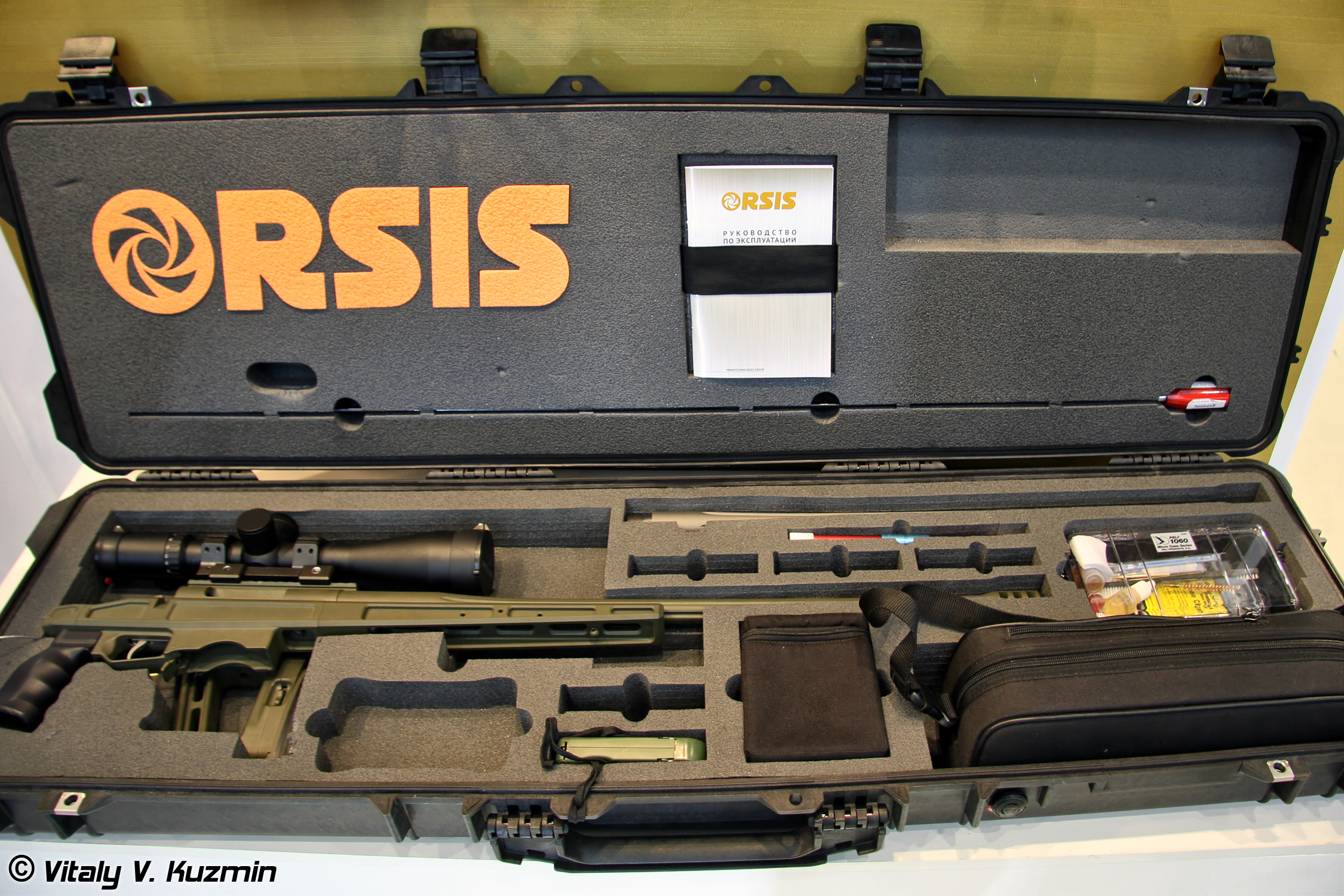
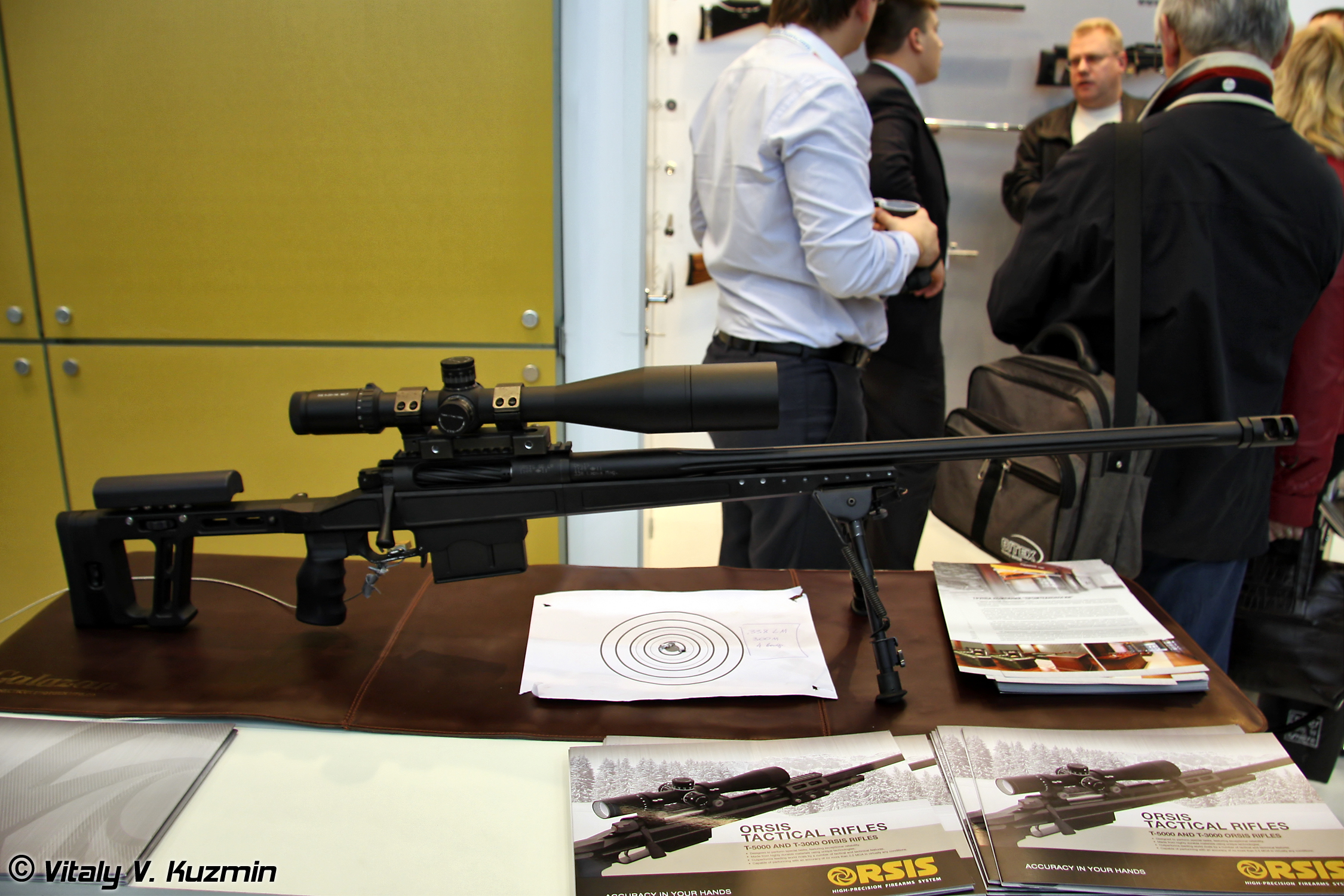
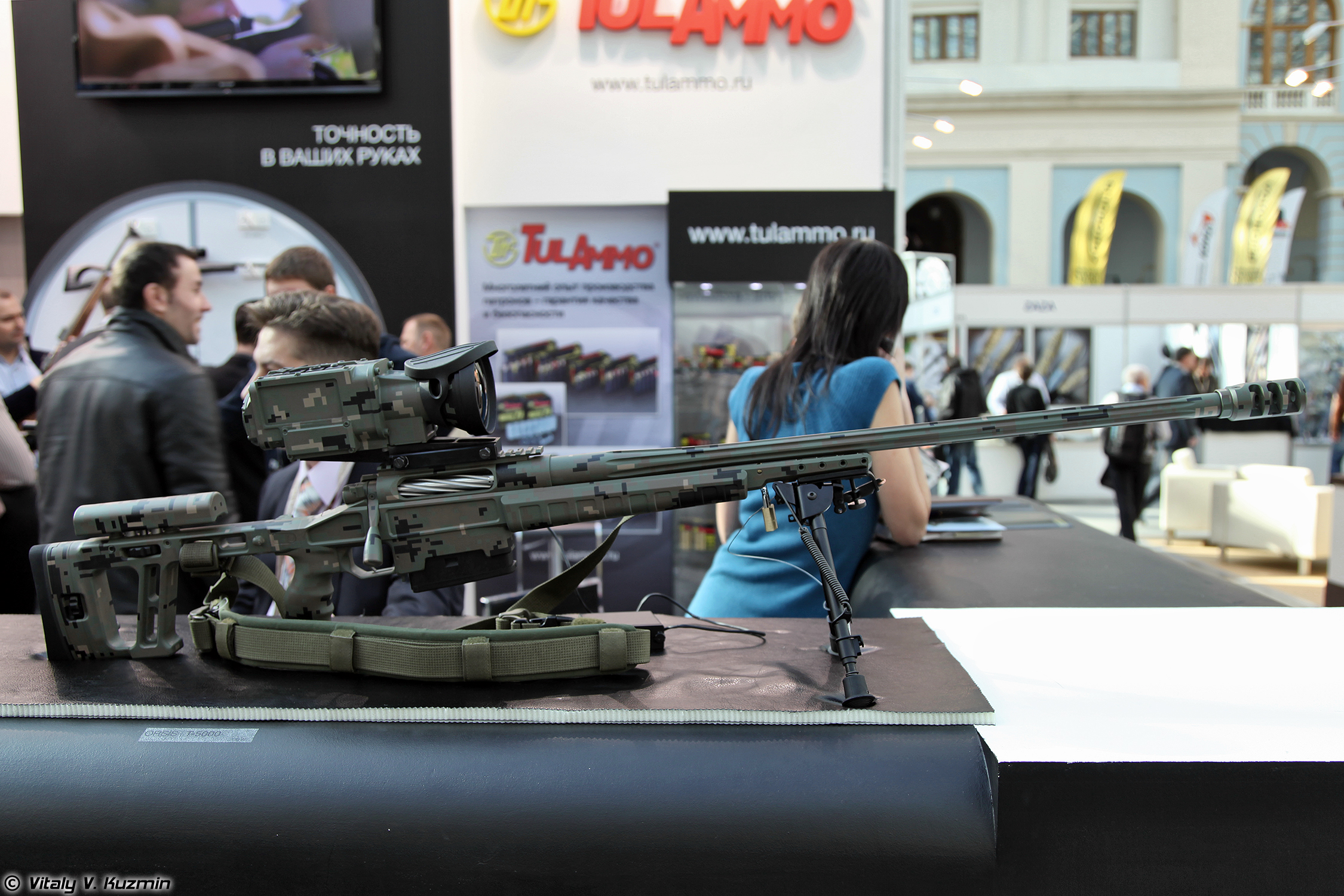
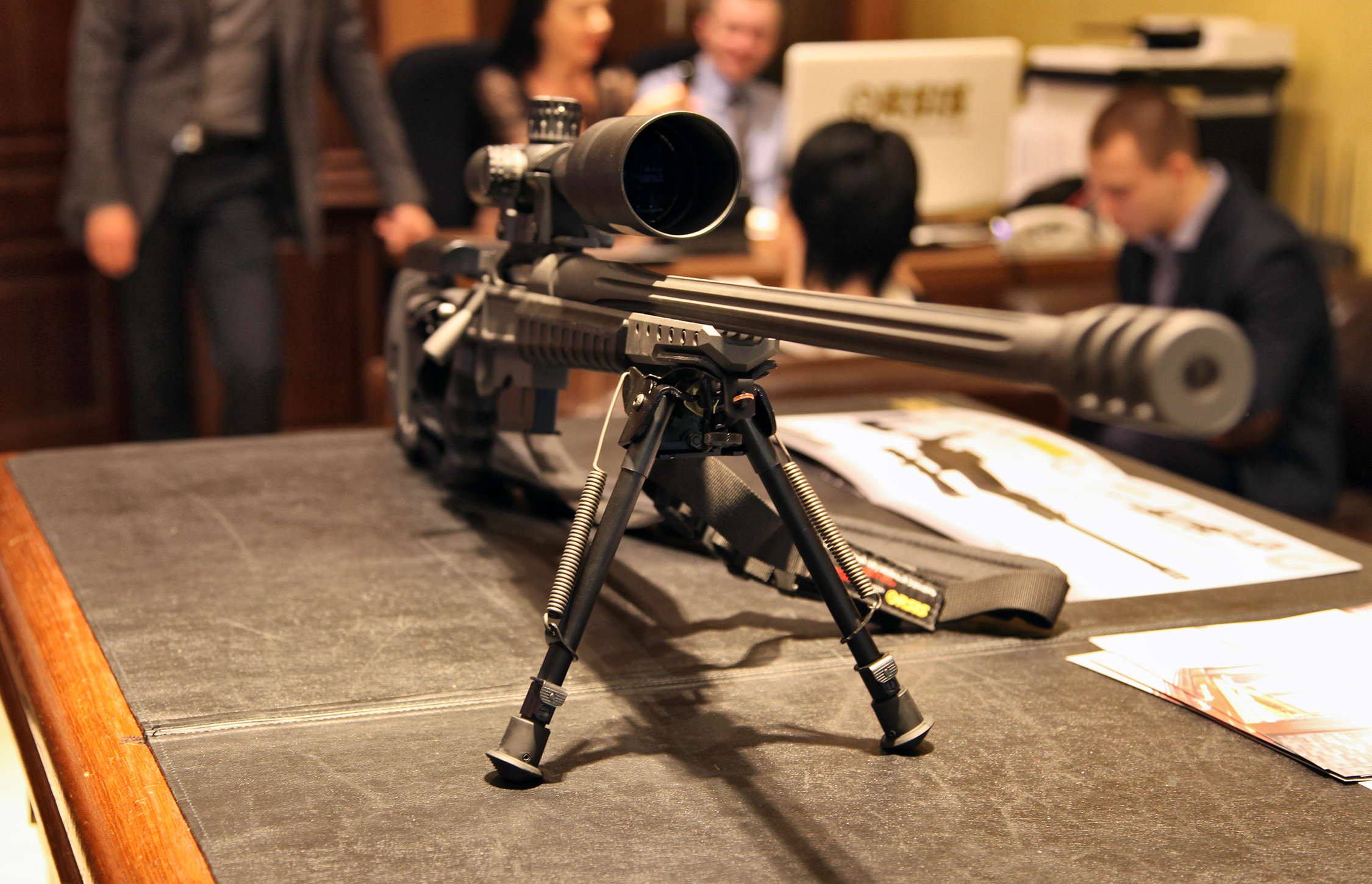

## 資料來源
1. ↑  .   [2018-02-02]. （原始内容存档于2020-11-25）.
2. ↑  . Rossiyskaya Gazeta. 2017-09-27  [2018-02-02]. （原始内容存档于2019-06-13）.
3. ↑  . Lenta.ru. 2017-09-27  [2018-02-02]. （原始内容存档于2022-03-11）.
4. ↑  ORSIS SE Т-5000 — винтовка чемпионов! （页面存档备份，存于） ОРСИС, 6 июня 2012 г. — Пресс-релиз.
5. ↑  В Подмосковье испытывается перспективная боевая экипировка военнослужащих Сухопутных войск （页面存档备份，存于） МО РФ, 26 сентября 2012 г. — Фото 3 и 5.
6. ↑  .   [2015-01-29]. （原始内容存档于2017-01-22）.
7. ↑  
. Sputnik (news agency). 2017-06-06.
8. ↑  . Sputnik (news agency). 2017-09-27  [2018-02-02]. （原始内容存档于2019-06-09）.
9. 1 2 3 4 5 6 7 8 9 10  .   [2019-08-05]. （原始内容存档于2020-08-15）.
10. ↑  Арсенал (20.07.2014) Снайперы «Альфы»
11. ↑  .   [2017-03-26]. （原始内容存档于2017-04-07）.
12. ↑  .   [2015-01-29]. （原始内容存档于2020-10-23）.
13. ↑  .   [2015-01-29]. （原始内容存档于2015-11-23）.
14. ↑  Facebook－Iraqi Special Operations Forces
15. ↑  .   [2017-10-27]. （原始内容存档于2016-04-17）.
16. ↑  .   [2024-07-22]. （原始内容存档于2024-04-15）.
17. ↑  .   [2016-04-03]. （原始内容存档于2017-03-05）.

## 外部連結
- （英文）—官方网站
- （英文）—Modern Firearms－ORSIS T-5000 precision sniper rifle （页面存档备份，存于）
- （英文）—The Firearm Blog.com—
  - Russian Orsis T-5000 Sniper Rifle （页面存档备份，存于）
  - Orsis Armory Factory Tour （页面存档备份，存于）
  - Russian Sniper Rifles （页面存档备份，存于）
  - A Visit to the ORSIS factory (Russia) （页面存档备份，存于）
  - Iranian AM50 and Russian ORSIS T-5000 rifles in Iraq （页面存档备份，存于）
  - Ratnik: Russia’s Warrior of The Future （页面存档备份，存于）
- （英文）—Tactical-Life.com—
  - ORSIS’ New T-5000 Bolt-Action Sniper Rifle （页面存档备份，存于）
  - Top Features of the ORSIS T-5000 Tactical Sniper Rifle （页面存档备份，存于）
- （英文）—Weaponsystems.net—ORSIS T-5000 （页面存档备份，存于）
- （俄文）—WeaponPlace.ru—Винтовка снайперская ОРСИС Т-5000 （页面存档备份，存于）
- （俄文）—Энциклопедия оружия.ru－Снайперская винтовка ОРСИС Т-5000 / ORSIS T-5000 （页面存档备份，存于）
- （俄文）—ORSIS T-5000 отзывы. Сообщество ветеранов спецназа России （页面存档备份，存于）
- （俄文）—Владислав Шурыгин. . Файл-РФ. 2011-12-01  [2012-03-22]. （原始内容存档于2012-05-26）.
- （俄文）—Сергей Птичкин. . 俄罗斯报. 2012-05-10  [2012-05-10]. （原始内容存档于2020-09-25）.
- （简体中文）—D Boy Gun World（槍炮世界）—ORSIS T-5000狙击步枪 （页面存档备份，存于）